# Дини, Улисс
Улисс Ди́ни, (итал. Ulisse Dini, 14 ноября 1845, Пиза — 28 октября 1918, Пиза) — итальянский математик. Основные труды в области теории рядов, теории функций вещественных переменных (в частности, гармонического анализа) и дифференциальной геометрии.

## Биография
Улисс Дини окончил Высшую нормальную школу в Пизе для того, чтобы стать преподавателем, Одним из его профессоров был Энрико Бетти. В 1865 году стипендия позволила ему посетить Париж, где он учился у Шарля Эрмита и также у Жозефа Бертрана и опубликовал несколько статей. В 1866 году он был назначен профессором в Пизанский университет, где он преподавал алгебру и геодезию. В 1871 году Дини сменил Энрико Бетти в качестве профессора анализа и геометрии. В 1888—1890 году Дини был ректором Пизанского университета В 1874—1876, а также с 1908 до смерти он был директором  Высшей нормальной школы. Дини принял участие в политической жизни Италии. В 1880 году он стал членом Палаты депутатов, а в 1892 году стал сенатором. Его имя носит факультет математики Флорентийского университета и факультет прикладной математики Пизанского университета.

## Научная деятельность
К наиболее известным математическим результатам Дини относятся теорема Дини о равномерной сходимости последовательностей и рядов и условие Дини в теории рядов Фурье. В Италии его именем часто называют теорему о неявной функции. Он является автором производной Дини
С именем Дини также связана задача о локальной классификации геодезически эквивалентных (то есть имеющих одно и то же множество непараметризованных геодезических) метрик поверхности. В частности, он доказал, 
что в окрестности почти каждой точки двумерной поверхности две римановы метрики
{\displaystyle g} и {\displaystyle g'} геодезически эквивалентны, тогда и только тогда, когда существуют такие локальные координаты, в которых эти метрики принимают вид:
{\displaystyle g=(Y(y)-X(x))(dx^{2}+dy^{2}),\quad g'={\biggl (}{\frac {1}{X(x)}}-{\frac {1}{Y(y)}}{\biggr )}{\biggl (}{\frac {dx^{2}}{X(x)}}+{\frac {dy^{2}}{Y(y)}}{\biggr )}}
с некоторыми гладкими функциями {\displaystyle X(x)} и {\displaystyle Y(y)}, такими что {\displaystyle 0<X(x)<Y(y)}.

### Книги
- Serie di Fourier e altre rappresentazioni analitiche delle funzioni di una variabile reale (Pisa, T. Nistri, 1880)
- Lezioni di analisi infinitesimale. vol. 1 (Pisa, T. Nistri, 1907–1915)
- Lezioni di analisi infinitesimale.vol. 2 part 1 (Pisa, T. Nistri, 1907–1915)
- Lezioni di analisi infinitesimale.vol. 2 part 2 (Pisa, T. Nistri, 1907–1915)
- Fondamenti per la teorica delle funzioni di variabili reali (Pisa, T. Nistri, 1878)

## Интересные факты
Астероид (654) Зелинда, открытый в 1908 году, назван в честь дочери Дини